# 小行星3967
小行星3967（英語：3967 Shekhtelia）是一颗围绕太阳公转的小行星。1976年12月16日，柳德米拉·切爾尼赫在克里米亚发现了此天体。
这颗小行星的绝对星等为8.749897762425267等。